# 1523 en philosophie
Chronologie de la philosophie
- 1519
- 1520
- 1521
- 1522
- 1523
- 1524
- 1525
- 1526
- 1527

L’année 1523 a été marquée, en philosophie, par les événements suivants :

## Publications
- Jean Louis Vivès : De institutione feminæ Christianæ, qui connut quarante éditions et de nombreuses traductions en langues vulgaires. Subordonnant, à l'image de ses contemporains, la femme à l’homme, dont la nature était considérée comme inférieure, Vives exigeait néanmoins que les femmes ne soient pas abandonnées à l’ignorance. Il voyait dans le mariage un acte essentiellement civique et juridique, fondé sur des concessions réciproques et librement consenties.